# Titus Caesernius Quinctianus
Titus Caesernius Statius Quinctius Macedo Quinctianus (* ca. 101) war ein römischer Politiker, Senator und Freund des Kaisers Hadrian.
Quinctianus stammte aus Aquileia und war ein Sohn des Titus Caesernius Macedo, des Prokurators der Provinz Mauretania Caesariensis im Jahr 107, und der Rutilia Prisca Sabiniana. Sein Bruder war Titus Caesernius Statianus, Suffektkonsul im Jahr 141.
Quinctianus begann seine Beamtenlaufbahn, die ihn als ersten seiner Familie in den Senat führte, um 120 in dem hochangesehenen Kollegium der tresviri monetales. Schon dieses Amt, das in der Regel nicht von Aufsteigern in den Senatorenstand bekleidet wurde, zeigt, dass Caesernius von Hadrian gefördert wurde. Er bekleidete ein Militärtribunat in der Legio XXX Ulpia Victrix, die ihr Hauptlager in Vetera in der Provinz Germania inferior hatte und war dann, jeweils als Kandidat des Kaisers, Quästor und Volkstribun. In der Zeit zwischen diesen beiden Ämtern und auch nach seiner späteren Prätur begleitete er den Kaiser als comes auf dessen Reisen, die ihn im Jahr 128 nach Sizilien und Nordafrika führten, 131/132 in den Osten des Reiches. Etwa 133–136  war Caesernius Legat der Legio X Gemina, die in Vindobona (Oberpannonien) stationiert war. In den folgenden Jahren wirkte er in Rom als Kurator der Via Appia und praefectus alimentorum. Der Höhepunkt seiner Laufbahn war die Bekleidung des Suffektkonsulats, vermutlich im Jahr 138. Außerdem war Quinctianus sodalis Augustalis (Kaiserpriester). Weitere Ämter sind nicht belegt.
In seiner Heimat Aquileia, deren Patron er war, wurde Caesernius Quinctianus mit (teilweise vielleicht im privaten Bereich aufgestellten) Statuen geehrt. Vermutlich besaß er ein Landgut im ager Albanus bei Rom.